# Carlo Emmanuele Pio
Carlo Emmanuele Pio (ur. 5 stycznia 1585 w Ferrarze, zm. 1 czerwca 1641 w Rzymie) – włoski kardynał.

## Życiorys
Pochodził z Ferrary. Po aneksji miasta przez wojska papieskie (1598) został szambelanem papieża Klemensa VIII (1600), który w 1604 mianował go kardynałem diakonem San Nicola in Carcere. Nominację tę wyjednał dla niego kardynał Pietro Aldobrandini, bratanek Klemensa VIII i jego namiestnik w Ferrarze, a plotka głosiła, że zawdzięczał to temu, że jego matka Barbara Turchi została rzekomo kochanką kardynała.
Jako protegowany rodu Aldobrandini był z nieufnością traktowany przez papieża Pawła V (1605-1621) i za jego pontyfikatu nie odgrywał większej roli i nie rezydował w Rzymie. Za pontyfikatu Grzegorza XV (1621-1623), zaprzyjaźnionego z Aldobrandinimi, został mianowany legatem w Marchii Ankońskiej (17 marca 1621).
W 1623 osiągnął pozycję protodiakona, która dała mu możliwość dalszego awansu wewnątrz Kolegium Kardynalskiego. W 1626 przyjął święcenia kapłańskie, a rok później awansował do grona kardynałów biskupów. Sakrę biskupią przyjął z rąk kardynała Ottavio Bandiniego w dniu 9 maja 1627. W 1639 został dziekanem Kolegium Kardynalskiego. Stał też na czele Kongregacji Indeksu (od 1627) i Kongregacji ds. Obrzędów (od 1630).
Pod względem politycznym należał do zwolenników Hiszpanii, która wypłacała mu stałą pensję (w 1620 wynosiła ona 2100 skudów), co prawdopodobnie wpływało na ograniczone zaufanie ze strony profrancuskiego papieża Urbana VIII (1623-1644). Od 1638 sprawował urząd protektora królestwa Aragonii. Oprócz hiszpańskiej pensji otrzymywał dochody z opactwa S. Benedetto w Bari (900 skudów) oraz pensję z dochodów diecezji Cremony (2000 skudów).
Kardynał Pio, mimo osiągniętych pozycji, jako duchowny nie cieszył się szczególną estymą współczesnych. Choć uzdolniony i o nienagannych manierach, miał opinię człowieka próżnego, skąpca i intryganta, a niektórzy uważali go wręcz za ateistę.
Zmarł na epilepsję w wieku 56 lat.